# Nemopalpus nearcticus
Nemopalpus nearcticus är en tvåvingeart som beskrevs av Young 1974. Nemopalpus nearcticus ingår i släktet Nemopalpus och familjen fjärilsmyggor.
Artens utbredningsområde är Florida. Inga underarter finns listade i Catalogue of Life.